# Римское и венецианское кватроченто
«Римское и венецианское кватроченто» — фреска Густава Климта, выполненная им для Музея истории искусств в Вене.
Климт также выполнил и другие картины в спандрелях (пазухах сводов) и межколонном пространстве лестницы, включая греческую античность и Египет, древнеитальянское искусство и флорентийское Чинквеченто и Кватроченто.

## Описание

### Мотив

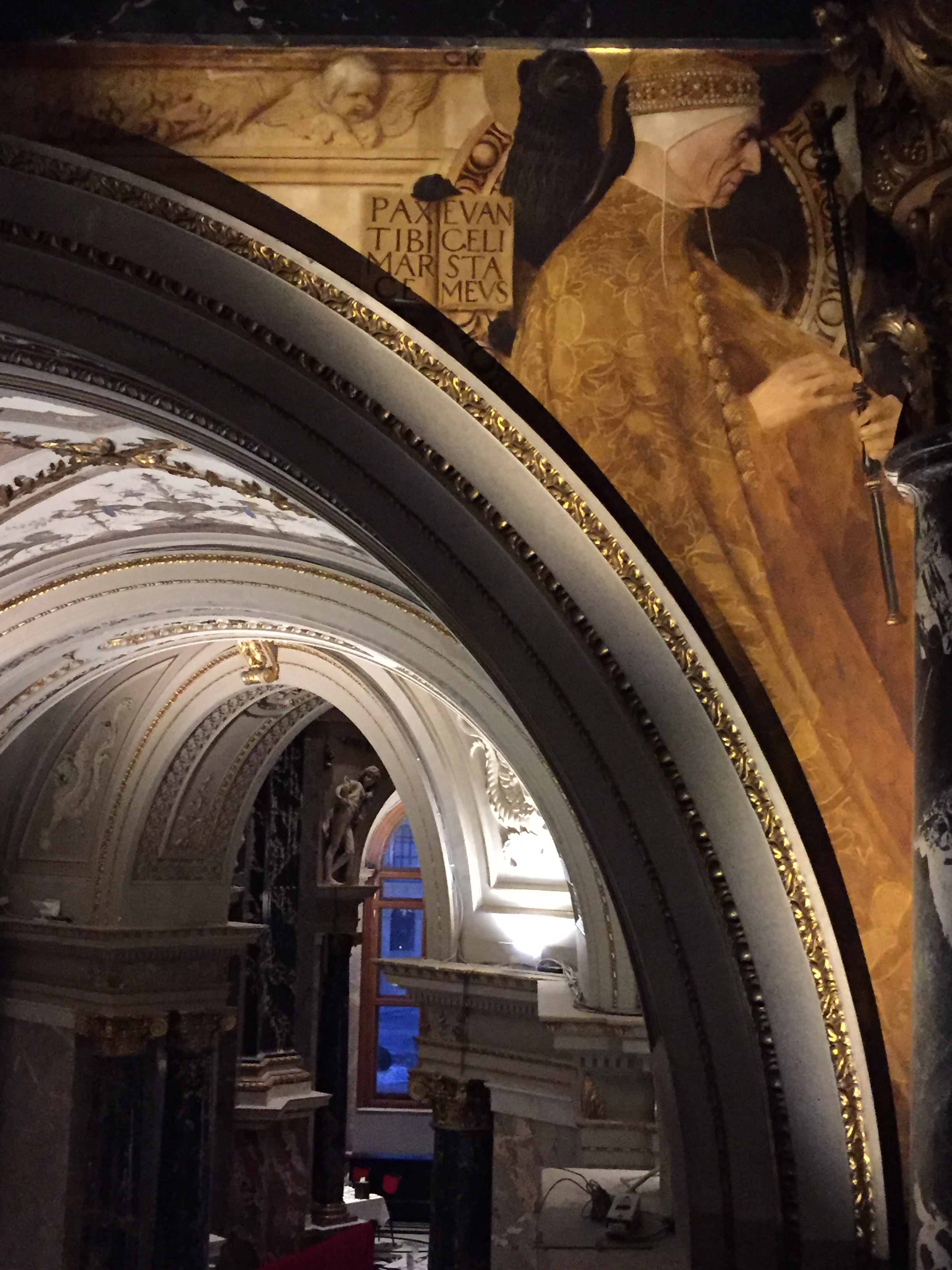
Венецианское Кватроченто

Картины представляют собой аллегории эпохи Кватроченто в Риме и Венеции. Климт создал их по образцу профильных портретов эпохи раннего итальянского Возрождения. За исключением голов, позы двух фигур очень похожи, художник реализует ренессансную живописную концепцию, основанную на симметрии. Фигуры, выполненные в профиль в три четверти, стоят перед тондо и фужером, повернувшись спиной друг к другу; архитектурный фон выполнен Климтом единообразно. Художник в основном использует золото в сочетании с оттенками охры и коричневого.

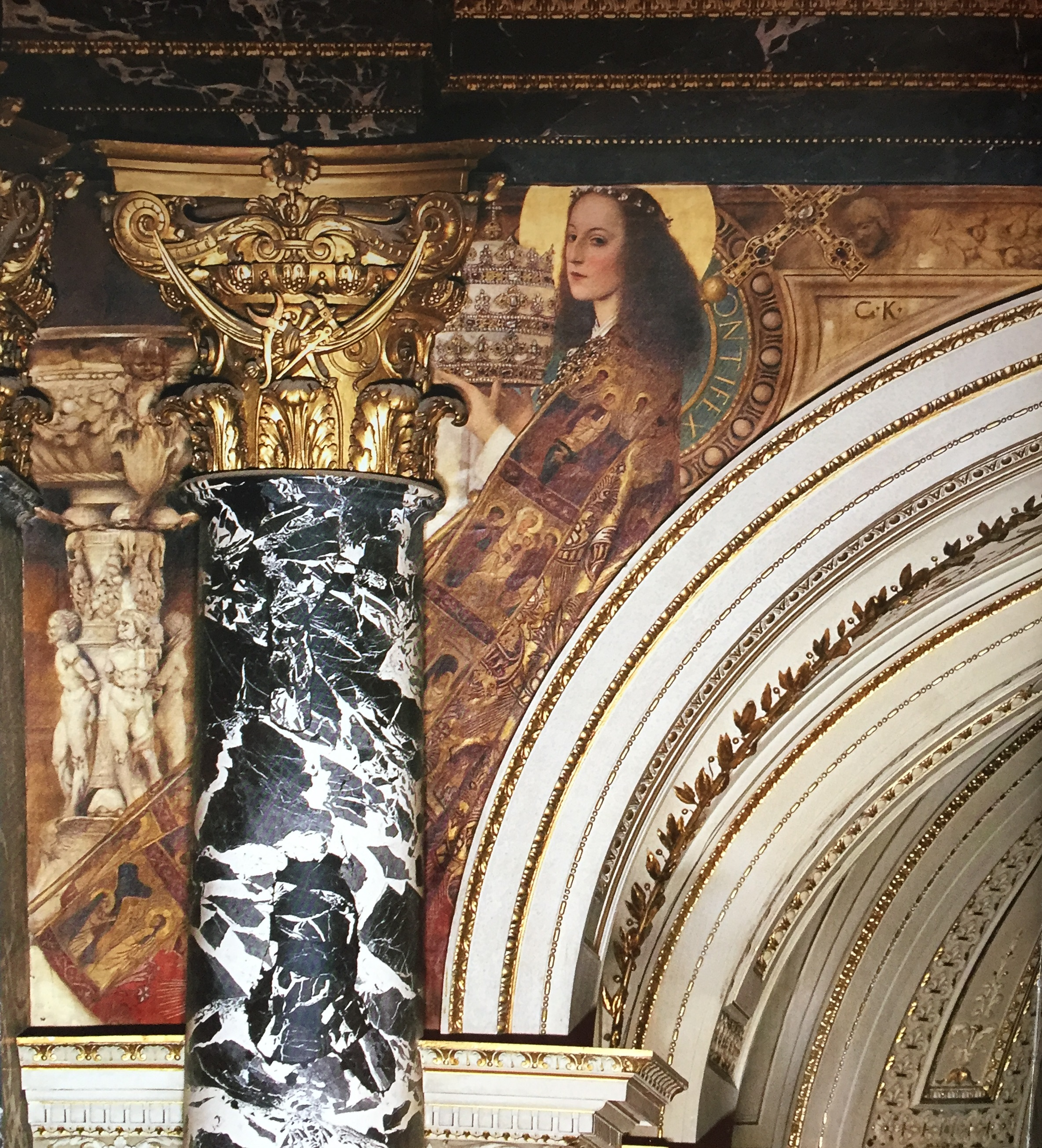
Римское Кватроченто

Римская эпоха Кватроченто представлена женщиной, которая предстает в образе Экклесии и таким образом олицетворяет римское папство. Фигура показана сбоку, её голова слегка повёрнута к зрителю. На ней нимб и плювиал, украшенный искусной вышивкой с живописными изображениями, нижняя часть которого красным подолом выходит в межколонное пространство слева, где изображена крестильная купель эпохи Возрождения, у основания которой можно увидеть скульптуры связанных мужчин. Экклесия держит перед собой тиару, а к её правому плечу прислонен процессионный крест. На тондо на заднем плане видна надпись Pontifex. Синеватый центр тондо и красный подол плаща образуют цветовой контраст.
В венецианском Кватроченто Климт изобразил дожа в чистом боковом профиле, его голова и взгляд слегка опущены вниз. На нём плащ из парчовой ткани золотого цвета с круглыми пуговицами, так называемыми campanoni d’oro. Его голова покрыта зогией, под которой находится мантия. Климт воздерживается от использования сильных контрастов в цветовой гамме дожа. За спиной дожа виден лев Святого Марка с нимбом. В лапах он держит золотую книгу с надписью: «PAX TIBI MARCE EVANGELISTA MEUS» (Мир тебе, святой Марк, мой евангелист).

### Интерпретация
Взгляд, брошенный Экклезией на зрителя, с одной стороны, выглядит как девичья застенчивость, но может быть воспринят и как угроза из-за бокового положения головы. Распространение мантии Веспер на соседнее межколонное пространство предположительно символизирует широкое распространение церкви. Люди, привязанные к основанию крестильной купели, вероятно, представляют души, связанные и освобождённые таинством крещения. Тот факт, что Экклесия и дож стоят спиной друг к другу, вероятно, относится к соперничеству между Римом и Венецией в XV веке. Доминирующий золотой цвет означает духовную и мирскую власть.

### Параллели с другими произведениями искусства
Лицо Экклесии имеет сильное сходство с лицом одной из «Двух девушек с олеандром» Климта (1890), картины, созданной в том же году, что и эскизы для спандрелий и межколонных пространств. Процессионный крест в римском кватроченто напоминает крест Святого Генриха из сокровищницы Базельского собора, а тиара перед Экклезией — папскую корону, подаренную Пию IX в 1877 году. Черты лица и одежда дожа напоминают внешность Леонардо Лоредана на портрете Джованни Беллини. Фигура льва напоминает знаменитую скульптуру на Площади Святого Марка в Венеции.